# Associationnisme
Ne pas confondre avec le shirk, qui consiste selon l'islam à associer fautivement à Dieu d'autres dieux ou d'autres êtres.
L'associationnisme (qui s'écrit parfois aussi : associationisme) est une thèse philosophique concernant l'esprit et la connaissance. Fortement liée à l'empirisme, elle prétend expliquer par l'association des idées toutes les opérations intellectuelles, tous les principes de la raison et même tout l'ensemble de la vie mentale. David Hume comparait l'association des idées à la loi de l'attraction universelle découverte par Newton,. Ainsi, l'association des idées serait le fait auquel tout se ramène, le mode d'explication le plus général : « Et même dans nos rêveries les plus folles et les plus délirantes, et pour mieux dire dans tous nos rêves, nous trouverons, à y réfléchir, que l'imagination ne court pas entièrement à l'aventure, mais qu'il y a toujours une connexion qui se maintient entre les différentes idées qui se succèdent » (Hume). Outre des empiristes célèbres tels que Locke, Hume, James Mill ou John Stuart Mill, cette thèse est aussi soutenue par d'autres, moins connus, tels que Alexander Bain ou Herbert Spencer.

## Histoire
Pour Aristote, les conséquents suivent leurs antécédents, soit par une consécution nécessaire, soit par habitude, ce qui a lieu le plus souvent. Dans la consécution qui naît de l'habitude, le conséquent est :
1. semblable à son antécédent, ou
2. contraire (loi de contraste), ou
3. il a été perçu en contiguïté avec lui.

Les stoïciens expliquent que la formation des idées générales, des anticipations, éléments et principes du raisonnement, sont des lois d'association.
« Parmi les concepts, les uns sont conçus par contact, d'autres par similitude, d'autres par analogie, d'autres par transfert, d'autres par composition, d'autres par opposition. Par contact sont donc conçues les choses sensibles. Par similitude, les choses sont conçues à partir d'un objet voisin, comme Socrate à partir de son image. Par analogie, la conception peut se faire dans le sens d'un agrandissement, par exemple Tityos ou un Cyclope, ou d'une diminution, par exemple le pygmée. D'autres choses sont conçues par transfert, comme des yeux sur la poitrine. Par composition est conçu le Centaure (chevaux à tête et torse d'hommes). Par contrariété la mort (à partir de la vie) » (Diogène Laërce, VII, 52-53, p. 824).
Stuart Mill et Bain avaient eu pour précurseurs David Hartley (1705-1757), David Hume (1711-1775), James Mill (1773-1836). 
Pour Hume, « il n'y a que trois principes de connexion entre les idées : la ressemblance, la contiguïté dans le temps et dans l'espace, la causalité » (Enquête sur l'entendement humain, section III) (1748).
Hartley explique l'esprit par l'association et celle-ci par les vibrations.
Dugald Stewart distingue les associations par rapports accidentels et par rapports nécessaires.
« Parmi les relations sur lesquelles se fondent les associations d'idées, les unes s'offrent d'elles-mêmes à l'esprit, tandis que d'autres exigent au contraire pour être aperçues un effort d'attention. Du premier genre sont les relations de ressemblance et d'analogie, de contrariété, de contiguïté, soit dans le temps, soit dans l'espace, et celles qui naissent de la coïncidence accidentelle des sons de différents mots. Ces relations lient entre elles nos pensées, lorsque nous les laissons suivre leur mouvement naturel, sans effort ou presque sans aucun effort de notre part. Du second genre sont les relations de cause et d'effet, de moyen et de fin, de prémisses et de conclusion et de quelques autres qui règlent la suite des pensées d'un philosophe livré à une recherche qui l'occupe fortement. »
Hamilton[Qui ?] ramène toutes les lois de l'association à une loi unique, la loi de réintégration ou de la totalité. « Deux idées qui ont fait partie précédemment du même acte intégral de cognition se suggèrent naturellement »[réf. souhaitée]. La conscience s'exerce selon une double loi : loi de succession, loi de variation.
Herbert Spencer a réformé et complété la philosophie de l'association en y introduisant les deux idées de l'évolution et de l'hérédité.

## Concept
Le terme « association » n'a pas, ici, le sens général de liaison entre des états psychiques élémentaires, mais désigne l'évocation automatique et spontanée d'un état psychique par un autre. L'associationnisme consiste à soutenir que toute la vie mentale, y compris ses manifestations les plus élevées, s'explique par des évocations associatives automatiques déterminées par l'ordre dans lequel se sont succédé antérieurement nos impressions nerveuses et les sensations concomitantes de ces impressions.
Le raisonnement semblerait, à première vue, échapper à l'association automatique des idées, dans la mesure où il est perçu par la conscience comme étant essentiellement un effort de réflexion volontaire. Toutefois, d'après l'associationnisme, les principes directeurs du raisonnement (principes d'identité et de causalité) dérivent d'associations invincibles que l'accumulation des expériences, soit de l'individu (Stuart Mill[réf. nécessaire]), soit de l'espèce (Herbert Spencer[réf. nécessaire]), aurait créées dans l'esprit. Émile Bréhier note toutefois que Hume n'est pas associationniste au sens moderne du mot, c'est-à-dire que l'association n'est pas universelle : l'attention peut arrêter la série à une idée ; de plus, il y a toujours une possibilité d'association arbitraire des idées.
Selon Hume, il y a ainsi « trois principes de connexion entre les idées, à savoir la relation de ressemblance, la relation de contiguïté dans le temps et dans l'espace et la relation de cause à effet ».

L'associationnisme s'est ainsi particulièrement attaché à l'explication du principe de causalité : l'ordre régulier des consécutions dans les phénomènes extérieurs aurait associé dans l'esprit à l'idée de phénomène l'idée de cause, c'est-à-dire de circonstances dont tout phénomène est la conséquence habituelle. Il s'agit là du fondement de la critique humienne de la notion de causalité.
Étroitement lié à l'empirisme, la théorie de la connaissance, opposée au rationalisme, qui affirme que toutes les idées viennent des sensations et de l'expérience, l'associationnisme explique ainsi la genèse de nos idées : nous n'aurions au début que des sensations ou images, et, grâce à l'association de celles-ci, nous formerions des idées de plus en plus abstraites.

## Critiques
Les critiques [Par qui ?] adressées à la théorie associationiste portent sur deux points, tous deux à propos du principe de causalité : 
- la conception de la cause et du rapport de causalité dans l'école associationiste ;
- la question de savoir si notre croyance dans la causalité universelle peut être le résultat de la simple accumulation des expériences.

À la différence de Hume, de Bain et de Stuart Mill, Herbert Spencer considère [réf. nécessaire] les principes de la raison et l'ensemble de nos facultés comme résultant des expériences de générations antérieures, mais comme étant innés, transmis par l'hérédité, chez les individus actuels ; par la forme qu'il a donnée à la théorie de l'association, il l'a donc conciliée avec l'empirisme la théorie de l'évolution.